# کنفدراسیون پرو-بولیوی
کنفدراسیون پرو-بولیوی به یک دوره کوتاه مدت (۳۹–۱۸۳۶میلادی) یکپارچگی میان دو کشور پرو و بولیوی به رهبری آندرس ده سانتا کروز، دیکتاتور بولیوی گفته می‌شود. سانتا کروز در سال ۱۸۳۵ میلادی پس از اشغال پرو و سرکوب شورشیان مخالف خوزه لوئیس ده اوربگوسو رئیس‌جمهور پرو این کشور را به دو بخش پرو شمالی و پرو جنوبی، به ریاست اوربگوسو در شمال و در جنوب به ریاست ژنرال رامون اررا تقسیم کرد و خودش را نیز به عنوان نماینده مردم و فرمانروای و پاسدار موروثی کنفدراسیون نامید. از آنجایی که سانتا کروز توانایی‌های سیاسی و نظامی خود را در اداره کشور در بولیوی نشان داده بود. نقشه سیاسی وی در یکپارچگی دو کشور با استقبال فراوان در میان مردم پرو روبرو شد.
سانتا کروز در عرصه سیاسی توانست موفقیت چشمگیری بدست آورد زیرا بریتانیا، فرانسه و ایالات متحده از جمله کشورهایی بودند که این کنفدراسیون را به رسمیت شناختند. اما در آمریکای جنوبی در میان همسایگان کنفدراسیون ظهور یک قدرت نوپا ترس و نگرانی زیادی ایجاد کرد و کشورهای همسایه با آن به دشمنی و مخالفت پرداختند. در سال ۱۸۳۶، دولت شیلی با هدف نابودی کنفدراسیون، با پشتیبانی از مخالفان سانتا کروز و کنفدراسیون در پرو جنگی را علیه آنها آغاز کرد.
در ۲۰ ژانویه ۱۸۳۹ نیروهای همپیمان شیلی و پرو به فرماندهی ژنرال شیلیایی مانوئل بولنس در طی نبرد یونگای توانستند نیروهای کنفدراسیون شکست دهند. این شکست موجب فروپاشی کنفدراسیون پرو-بولیوی گردید و سانتا کروز نیز تبعید شد. پس از فروپاشی کنفدراسیون، آگوستین گامارا ریاست پرو را به عهده گرفت و تلاش کرد که بولیوی را تسلیم پرو کند. اما تلاش‌های وی با کشته شدنش در سال ۱۸۴۱ در طی نبرد با نیروهای بولیوی به پایان رسید. پس از آن هر دو کشور دورانی از هرج و مرج و نا آرامی را سپری کردند.

## ساختار سیاسی کنفدراسیون
هر یک از ایالت‌های کنفدراسیون تا سال ۱۸۳۷ میلادی دارای یک رئیس‌جمهور مستقل بودند که آنها نیز تحت فرمان ژنرال آندرس ده سانتا کروز به سمت رئیس‌جمهوری بولیوی و با عنوان نماینده مردم یا محافظ برتر قرار داشتند.
- بولیوی

- رئیس‌جمهور: ژنرال خوزه میگوئل د ولاسکو

- پرو شمالی (همچنین به عنوان جمهوری پرو شمالی یا جمهوری شمال پرو شناخته می‌شود)

- رئیس‌جمهور اول: ژنرال لوئیس خوزه دو اوربیگوسو (۲۱ اوت ۱۸۳۷–۳۰ ژوئیه ۱۸۳۸) وی اعلان جمهوری پرو شمالی از کنفدراسیون پرو و بولیوی را در ۳۰ ژوئیه ۱۸۳۸ اعلام کرد، اما به عنوان رئیس‌جمهور موقت تا ۱ سپتامبر ۱۸۳۸ به حکومت ادامه داد.
- رئیس‌جمهور دوم: ژنرال خوزه د لا ریوا آگروو (اول اوت ۱۸۳۸–۲۴ ژانویه ۱۸۳۹)

- پرو جنوبی (همچنین به عنوان جمهوری پرو جنوبی یا جمهوری جنوب پرو نیز شناخته می‌شود)

- رئیس‌جمهور اول: ژنرال رامن هررا رودادو (۱۷۹۹–۱۸۸۲) - دوران ریاست (۱۷ سپتامبر ۱۸۳۷–۱۲ اکتبر ۱۸۳۸)
- رئیس‌جمهور دوم: پبو ده تریستان (۱۷۷۳–۱۸۵۹) - دوران ریاست(۱۲ اکتبر ۱۸۳۸–۲۳ فوریه ۱۸۳۹)